# Nativity in Black
Nativity in Black es una serie de dos álbumes homenaje a Black Sabbath lanzados en el año 1994 y 2000 . Contó con la participación de distintas bandas que rindieron homenaje a Black Sabbath por su aporte al heavy metal.

## Información
Las mayoría del material de Nativity in Black son versiones de canciones de Black Sabbath haciendo énfasis en la etapa en la que Ozzy Osbourne era el cantante. El nombre de los tres álbumes es erróneamente asociado con el tema "N.I.B.", debido a sus siglas.
Bullring Brummies fue la banda de sesión que contribuyó con la grabación de la canción "The Wizard". Los músicos que se reunieron para grabar ese único tema fueron Geezer Butler (Black Sabbath), Bill Ward (Black Sabbath), Rob Halford (Judas Priest), Scott "Wino" Weinrich (Obsessed/Vitus), Brian Tilse (Fight) y Jimmy Wood. En un principio la canción estuvo pensada para grabarse junto con los miembros originales de Black Sabbath pero, debido a problemas con la firma, Ozzy Osbourne y Tony Iommi no pudieron participar.
La versión de "War Pigs" de Faith No More había sido incluida anteriormente en su álbum en vivo Live at the Brixton Academy.

## Lista de canciones

### Nativity in Black
1. "After Forever" — Biohazard - 5:46 (álbum: Master of Reality)
2. "Children of the Grave" — White Zombie - 5:50 (álbum: Master of Reality)
3. "Paranoid" — Megadeth - 2:32 (álbum: Paranoid)
4. "Supernaut" — 1000 Homo DJs con Al Jourgensen - 6:39 (álbum: Black Sabbath vol. 4)
5. "Iron Man" — Ozzy Osbourne con Therapy? - 5:26 (álbum: Paranoid)
6. "Lord of This World" — Corrosion of Conformity - 6:25 (álbum: Master of Reality)
7. "Symptom of the Universe" — Sepultura - 4:15 (álbum: Sabotage)
8. "The Wizard" — Bullring Brummies - 5:01 (álbum: Black Sabbath)
9. "Sabbath Bloody Sabbath" — Bruce Dickinson con Godspeed - 5:36 (álbum: Sabbath Bloody Sabbath)
10. "NIB"- Ugly Kid Joe — 5:28 (álbum: Black Sabbath)
11. "War Pigs (Live)" — Faith No More - 7:02 (álbum: Paranoid)
12. "Black Sabbath" — Type O Negative - 7:45 (álbum: Black Sabbath)
13. "Solitude" — Cathedral - 4:52 (álbum: Master of Reality)

### Nativity in Black II
1. "Sweet Leaf" — Godsmack - 4:54 (álbum: Master of Reality).
2. "Hole in the Sky" — Machine Head - 3:32 (álbum: Sabotage).
3. "Behind the Wall of Sleep" — Static-X - 3:31 (álbum: Black Sabbath).
4. "Never Say Die" — Megadeth - 3:46 (álbum: Never Say Die!).
5. "Snowblind" — System of a Down - 4:40 (álbum: Black Sabbath, Vol. 4).
6. "Electric Funeral" — Pantera - 5:53 (álbum: Paranoid).
7. "N.I.B." — Primus con Ozzy Osbourne - 5:57 (álbum: Black Sabbath).
8. "Hand of Doom" — Slayer - 5:15 (álbum: Paranoid).
9. "Under the Sun" — Soulfly - 5:45 (álbum: Black Sabbath, Vol. 4).
10. "Sabbra Cadabra" — Hed PE - 3:12 (álbum: Sabbath Bloody Sabbath).
11. "Into the Void" — Monster Magnet - 8:03 (álbum: Master of Reality).
12. "Iron Man (This Means War)" — Busta Rhymes (con Ozzy Osbourne) - 4:38 (álbum: Paranoid).